# Società Sportiva Lazio
La Società Sportiva Lazio  és un club de futbol de la ciutat de Roma a Itàlia.

## Història
El club es fundà el 9 de gener de 1900 amb el nom de Società Podistica Lazio, usant el nom de la regió a la qual pertany la ciutat de Roma, el Laci. Els seus colors, blau cel i blanc s'inspiraren en la bandera grega i la seva tradició olímpica. El club es fundà com una entitat d'atletisme, però el futbol s'hi afegí ben aviat, el 1902. De fet, actualment es tracta d'un club poliesportiu amb 34 disciplines diferents, entre elles natació, bàsquet, voleibol, rugbi, beisbol, hoquei herba i atletisme.
El club accedeix a la màxima categoria de la lliga italiana el 1913. La seva millor actuació abans de la Segona Guerra Mundial fou un segon lloc el 1937. La seva primera Coppa Italia no arribà fins al 1958, i el primer scudetto el 1974 amb una plantilla que comptava amb homes com Giorgio Chinaglia, Giuseppe Wilson, Luciano Re Cecconi i Tommaso Maestrelli.
Després d'un escàndol d'apostes amb l'AC Milan el club fou obligat a descendir de categoria el 1980. Tres anys a categories inferiors foren el període més gran que el club estigué lluny dels grans d'Itàlia. Un nou escàndol de corrupció el 1986 està a punt de portar el club a la Sèrie C. El 1988 tornà a la primera divisió i l'arribada de Sergio Cragnotti quatre anys després a la presidència canvia el sinus del club. L'any 2000 guanya el doblet amb Sven-Göran Eriksson a la banqueta. A més, un any abans havia guanyat la seva primera competició europea, la Recopa d'Europa.

## Palmarès
- Lliga italiana de futbol: 2 (1973-74, 1999-00)
- Copa italiana de futbol: 7 (1958, 1997-98, 1999-00, 2003-04, 2008-09, 2012-13, 2018-19)
- Supercopa italiana de futbol: 5 (1998, 2000, 2009, 2017, 2019)
- Recopa d'Europa de futbol: 1 (1998-99)
- Supercopa d'Europa de futbol: 1 (1999)
- Copa dels Alps de futbol: 1 (1971)

## Plantilla 2025-26
A 8 agost 2025
| N. | Pos. | Nac. | Jugador                  |
| -- | ---- | --- | ------------------------ |
| 2  | DEF  | [[Fitxer:Flag of France (1794–1815, 1830–1974).svg\|23x15px\|border \|alt=França\|link=Selecció de futbol de França\|{{#if:\|]]   | Samuel Gigot             |
| 3  | DEF  | [[Fitxer:Flag of Italy.svg\|23x15px\|border \|alt=Itàlia\|link=Selecció de futbol d'Itàlia\|{{#if:\|]]                            | Luca Pellegrini          |
| 4  | DEF  | [[Fitxer:Flag of Spain.svg\|23x15px\|border \|alt=Espanya\|link=Selecció de futbol d'Espanya\|{{#if:\|]]                          | Patric (2n capità)       |
| 5  | MIG  | [[Fitxer:Flag of Uruguay.svg\|23x15px\|border \|alt=Uruguai\|link=Selecció de futbol de l'Uruguai\|{{#if:\|]]                     | Matías Vecino            |
| 6  | MIG  | [[Fitxer:Flag of Italy.svg\|23x15px\|border \|alt=Itàlia\|link=Selecció de futbol d'Itàlia\|{{#if:\|]]                            | Nicolò Rovella           |
| 7  | MIG  | [[Fitxer:Flag of Nigeria.svg\|23x15px\|border \|alt=Nigèria\|link=Selecció de futbol de Nigèria\|{{#if:\|]]                       | Fisayo Dele-Bashiru      |
| 8  | MIG  | [[Fitxer:Flag of France (1794–1815, 1830–1974).svg\|23x15px\|border \|alt=França\|link=Selecció de futbol de França\|{{#if:\|]]   | Mattéo Guendouzi         |
| 9  | DAV  | [[Fitxer:Flag of Spain.svg\|23x15px\|border \|alt=Espanya\|link=Selecció de futbol d'Espanya\|{{#if:\|]]                          | Pedro                    |
| 10 | MIG  | [[Fitxer:Flag of Italy.svg\|23x15px\|border \|alt=Itàlia\|link=Selecció de futbol d'Itàlia\|{{#if:\|]]                            | Mattia Zaccagni (capità) |
| 11 | DAV  | [[Fitxer:Flag of Argentina.svg\|23x15px\|border \|alt=Argentina\|link=Selecció de futbol de l'Argentina\|{{#if:\|]]               | Taty Castellanos         |
| 13 | DEF  | [[Fitxer:Flag of Italy.svg\|23x15px\|border \|alt=Itàlia\|link=Selecció de futbol d'Itàlia\|{{#if:\|]]                            | Alessio Romagnoli        |
| 14 | DAV  | [[Fitxer:Flag of the Netherlands.svg\|23x15px\|border \|alt=Països Baixos\|link=Selecció de futbol dels Països Baixos\|{{#if:\|]] | Tijjani Noslin           |
| 17 | DEF  | [[Fitxer:Flag of Portugal.svg\|23x15px\|border \|alt=Portugal\|link=Selecció de futbol de Portugal\|{{#if:\|]]                    | Nuno Tavares             |

| N. | Pos. | Nac. | Jugador                             |
| -- | ---- | --- | ----------------------------------- |
| 18 | DAV  | [[Fitxer:Flag of Denmark.svg\|23x15px\|border \|alt=Dinamarca\|link=Selecció de futbol de Dinamarca\|{{#if:\|]]      | Gustav Isaksen                      |
| 19 | DAV  | [[Fitxer:Flag of Senegal.svg\|23x15px\|border \|alt=Senegal\|link=Selecció de futbol del Senegal\|{{#if:\|]]         | Boulaye Dia (cedit pel Salernitana) |
| 21 | MIG  | [[Fitxer:Flag of Morocco.svg\|23x15px\|border \|alt=Marroc\|link=Selecció de futbol del Marroc\|{{#if:\|]]           | Reda Belahyane                      |
| 23 | DEF  | [[Fitxer:Flag of Albania.svg\|23x15px\|border \|alt=Albània\|link=Selecció de futbol d'Albània\|{{#if:\|]]           | Elseid Hysaj                        |
| 25 | DEF  | [[Fitxer:Flag of Denmark.svg\|23x15px\|border \|alt=Dinamarca\|link=Selecció de futbol de Dinamarca\|{{#if:\|]]      | Oliver Provstgaard                  |
| 26 | MIG  | [[Fitxer:Flag of Croatia.svg\|23x15px\|border \|alt=Croàcia\|link=Selecció de futbol de Croàcia\|{{#if:\|]]          | Toma Bašić                          |
| 29 | MIG  | [[Fitxer:Flag of Italy.svg\|23x15px\|border \|alt=Itàlia\|link=Selecció de futbol d'Itàlia\|{{#if:\|]]               | Manuel Lazzari                      |
| 34 | DEF  | [[Fitxer:Flag of Catalonia.svg\|23x15px\|border \|alt=Catalunya\|link=Selecció de futbol de Catalunya\|{{#if:\|]]    | Mario Gila                          |
| 35 | POR  | [[Fitxer:Flag of Greece.svg\|23x15px\|border \|alt=Grècia\|link=Selecció de futbol de Grècia\|{{#if:\|]]             | Christos Mandas                     |
| 55 | POR  | [[Fitxer:Flag of Italy.svg\|23x15px\|border \|alt=Itàlia\|link=Selecció de futbol d'Itàlia\|{{#if:\|]]               | Alessio Furlanetto                  |
| 77 | DEF  | [[Fitxer:Flag of Montenegro.svg\|23x15px\|border \|alt=Montenegro\|link=Selecció de futbol de Montenegro\|{{#if:\|]] | Adam Marušić (3r capità)            |
| 94 | POR  | [[Fitxer:Flag of Italy.svg\|23x15px\|border \|alt=Itàlia\|link=Selecció de futbol d'Itàlia\|{{#if:\|]]               | Ivan Provedel                       |

## Futbolistes històrics destacats
- Dino Baggio
- Fulvio Bernardini
- Alen Bokšić
- Pierluigi Casiraghi
- César
- Giorgio Chinaglia
- Sérgio Conceição
- Bernardo Corradi
- Fernando Couto
- Hernán Crespo
- Julio Cruz
- Paolo Di Canio
- Vincenzo D'Amico
- Giuseppe Favalli
- Stefano Fiore
- Diego Fuser
- Paul Gascoigne
- Giuliano Giannichedda
- Bruno Giordano
- Ciro Immobile
- Simone Inzaghi
- Vladimir Jugović
- Michael Laudrup
- Fabio Liverani
- Claudio López
- Roberto Mancini
- Luca Marchegiani
- Gaizka Mendieta
- Siniša Mihajlović
- Pavel Nedvěd
- Paolo Negro
- Alessandro Nesta
- Massimo Oddo
- Giuseppe Pancaro
- Angelo Peruzzi
- Silvio Piola
- Felice Pulici
- Fabrizio Ravanelli
- Luciano Re Cecconi
- Karl-Heinz Riedle
- Tommaso Rocchi
- Marcelo Salas
- Matteo Sereni
- Giuseppe Signori
- Diego Simeone
- Rubén Sosa Ardaiz
- Jaap Stam
- Dejan Stanković
- Juan Sebastián Verón
- Christian Vieri
- Giuseppe Wilson
- Mauro Zárate
- Luciano Zauri